# 19 de agosto
El 19 de agosto es el 231.º (ducentésimo trigésimo primer) día del año en el calendario gregoriano y el 232.º (ducentésimo trigésimo segundo) en los años bisiestos. Quedan 134 días para finalizar el año.

## Acontecimientos
- 43 a. C.: César Augusto comparece ante el Senado romano para ser elegido cónsul.
- 1561: la reina escocesa María Estuardo, con 18 años, vuelve a Escocia después de trece años en Francia.
- 1612: en Lancashire (Inglaterra), tres mujeres son llevadas a un tribunal acusadas de brujería (las brujas de Samlesbury).
- 1666: en el marco de la segunda guerra anglo-neerlandesa, el almirante Robert Holmes lanza un ataque sobre las islas neerlandesas de Terschelling, destruyendo 150 barcos mercantes.
- 1692: en Salem (Massachusetts), una mujer y cuatro hombres, uno de ellos un clérigo, son ejecutados acusados de brujería (Juicios de Salem).
- 1768: en San Petersburgo (Rusia) se inaugura la Catedral de San Isaac.
- 1772: Gustavo III de Suecia realiza un golpe de Estado, en el cual asume el poder y anula la nueva constitución en la que divide el poder entre el Riksdag y el rey.
- 1811: se establece la Junta de Zitácuaro, primer órgano de gobierno creado por los insurgentes durante la guerra de independencia de México.
- 1812: guerra anglo-estadounidense de 1812: La fragata estadounidense USS Constitution derrota a la fragata británica HMS Guerriere cerca de Nueva Escocia (Canadá).
- 1813: en Argentina, Gervasio Antonio de Posadas se une al Segundo Triunvirato.
- 1839: el gobierno francés anuncia que el invento de Louis Daguerre, la fotografía, es un regalo para el mundo.
- 1845: en la Alta Normandía (Francia), un violentísimo tornado F5 arrasa la aldea de Montville (Seine-Maritime), dejando 70 muertos. Se encontraron objetos y escombros de este pueblo a 40 km de distancia.
- 1847: en el marco de la Guerra de Intervención Estadounidense tiene lugar la batalla de Padierna entre tropas mexicanas y estadounidenses.
- 1909: en Indianápolis (Estados Unidos) se disputa la primera carrera de automóviles.
- 1919: Afganistán logra la total independencia del Reino Unido.
- 1931: en Hankou (China), en el marco de las inundaciones de julio a noviembre (en las que morirán unas 4 millones de personas), las aguas alcanzan su altura máxima (16 m).
- 1934: la creación de la posición de Führer es aprobado por el pueblo alemán con un referéndum con el 89,9 % del voto popular.
- 1942: en Francia ―en el marco de la Segunda Guerra Mundial― se libra la Batalla del puerto de Dieppe.
- 1942. en la Unión Soviética ―en el marco de la Segunda Guerra Mundial― el Ejército Rojo lanza la Ofensiva de Siniávino, con el objetivo de romper el sitio de Leningrado.
- 1943: en Papúa-Nueva Guinea ―en el marco de la Segunda Guerra Mundial― los aliados toman el puesto fortificado japonés en el monte Tambu.
- 1944: en Francia ―durante la Segunda Guerra Mundial― los aliados liberan París, Francia.
- 1945: Revolución de agosto: Viet Minh (Liga para la independencia de Vietnam) liderada por Hồ Chí Minh toman posesión de Hanói.
- 1948: fundación de Universidad Obrera Nacional que luego se convertirá en Universidad Tecnológica Nacional.
- 1953: en Irán, en el marco de la Guerra fría, la CIA estadounidense y el MI6 británico ayudan al derrocamiento del gobierno de Mohammad Mosaddeq y reinstauran al shah Mohammad Reza Pahlevi.

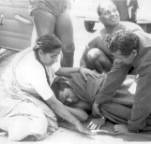
Brojen Das tras el cruce del Canal de la Mancha.

- 1958: en la costa de Dover (Inglaterra), el nadador bangladesí Brojen Das (30) termina a mediodía el cruce del Canal de la Mancha tras doce horas. Es el primer bengalí y el primer asiático en hacerlo, quedando primero entre 39 competidores. En los siguientes tres años, Das realizará esa proeza seis veces (y será así la primera persona en realizar seis cruces del canal).[1]
- 1960: la Unión Soviética lanza al espacio el satélite artificial Sputnik 5.
- 1960: en Moscú (Unión Soviética), en el marco de la Guerra fría, el Gobierno decreta diez años de prisión por espionaje a Francis Gary Powers (piloto estadounidense del U-2 abatido).
- 1964: en el área de pruebas atómicas de Nevada (a unos 100 km al noroeste de la ciudad de Las Vegas), a las 8:00 a. m. (hora local) Estados Unidos detona su bomba atómica Alva, de 4.4 kilotones. Es la bomba n.º 380 de las 1132 que Estados Unidos detonó entre 1945 y 1992.
- 1976: en Jaén (España) más de 25 000 personas se manifiestan en defensa de los olivares.
- 1977: en el área de pruebas atómicas de Nevada (a unos 100 km al noroeste de la ciudad de Las Vegas), a las 9:32 a. m. (hora local) Estados Unidos detona su bomba atómica Scupper, de 0.2 kilotones (a 450 m bajo tierra), y a las 9:55 detona la bomba Scantling, de 120 kt (a 701 m bajo tierra). Son las bombas n.º 892 y 893 de las 1132 que Estados Unidos detonó entre 1945 y 1992.
- 1981: La cadena de televisión brasileña SBT, inicia sus transmisiones.
- 1989: el presidente polaco Wojciech Jaruzelski nombra al activista de Solidaridad, Tadeusz Mazowiecki como el primer ministro no comunista en 42 años.
- 1989: centenares de alemanes del Este cruzan la frontera entre Hungría y Austria durante el Pícnic paneuropeo, parte de los hechos que contribuyeron a la caída del Muro de Berlín.
- 1989: en Colombia el gobierno de Virgilio Barco le declara la guerra al Cartel de Medellín y establece la extradición por vía administrativa, el secuestro de bienes del narcotráfico y la detención preventiva sin cargos judiciales de sospechosos de pertenecer a la organización narco-terrorista.
- 1991: se produce un Intento de golpe de Estado en la Unión Soviética en el que un grupo de miembros del Gobierno de la Unión Soviética depusieron brevemente al presidente Mijaíl Gorbachov e intentaron tomar el control del país.
- 1998: conferencia de Harare en la cual el presidente del Congo, Laurent Kabila, logra comprometer la ayuda de varios otros países africanos para combatir a los rebeldes durante la segunda guerra del Congo.

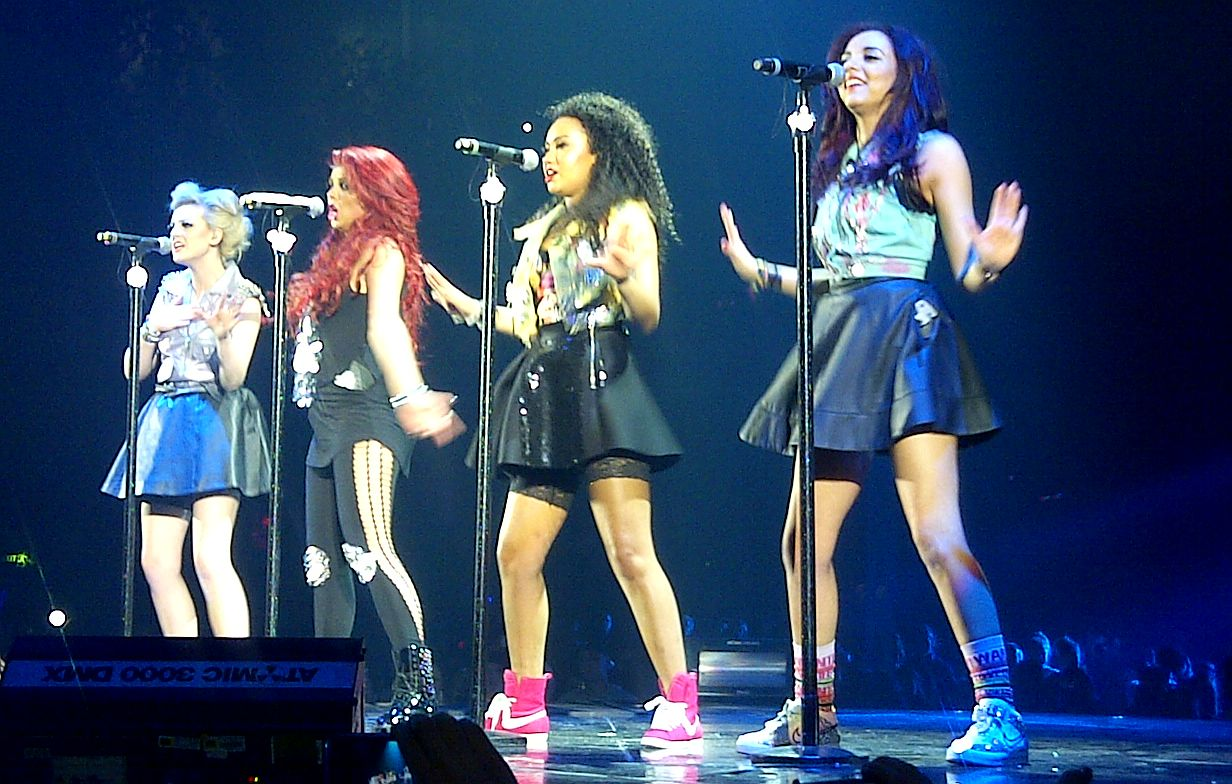
De X-Factor a ser la mejor girlband de todos los tiempos: Little Mix

- 2003: un atentado con bomba afecta la sede de la ONU en Bagdad (Irak), provocando la muerte de 22 personas.
- 2007: un terremoto de magnitud de 5,5 en la escala sismológica de magnitud momento(que sustituye a la de Richter) afecta la provincia indonesia de Papúa y las Islas Salomón.
- 2010: Estados Unidos retira, dos semanas antes de lo previsto, la mayor parte de sus tropas de combate de Irak en lo que se considera el fin de la guerra.[2]
- 2010: Intel compra McAfee.
- 2011: en plena competencia de The X Factor, Jade, Perrie, Leigh-Anne y Jesy se unieron marcando el nacimiento de Little Mix.
- 2016: En el Estadio Guillermo Plazas Alcid de Neiva, Colombia, fallecen 4 obreros tras la caída de una placa de concreto en la fallida remodelación del mismo.

## Nacimientos

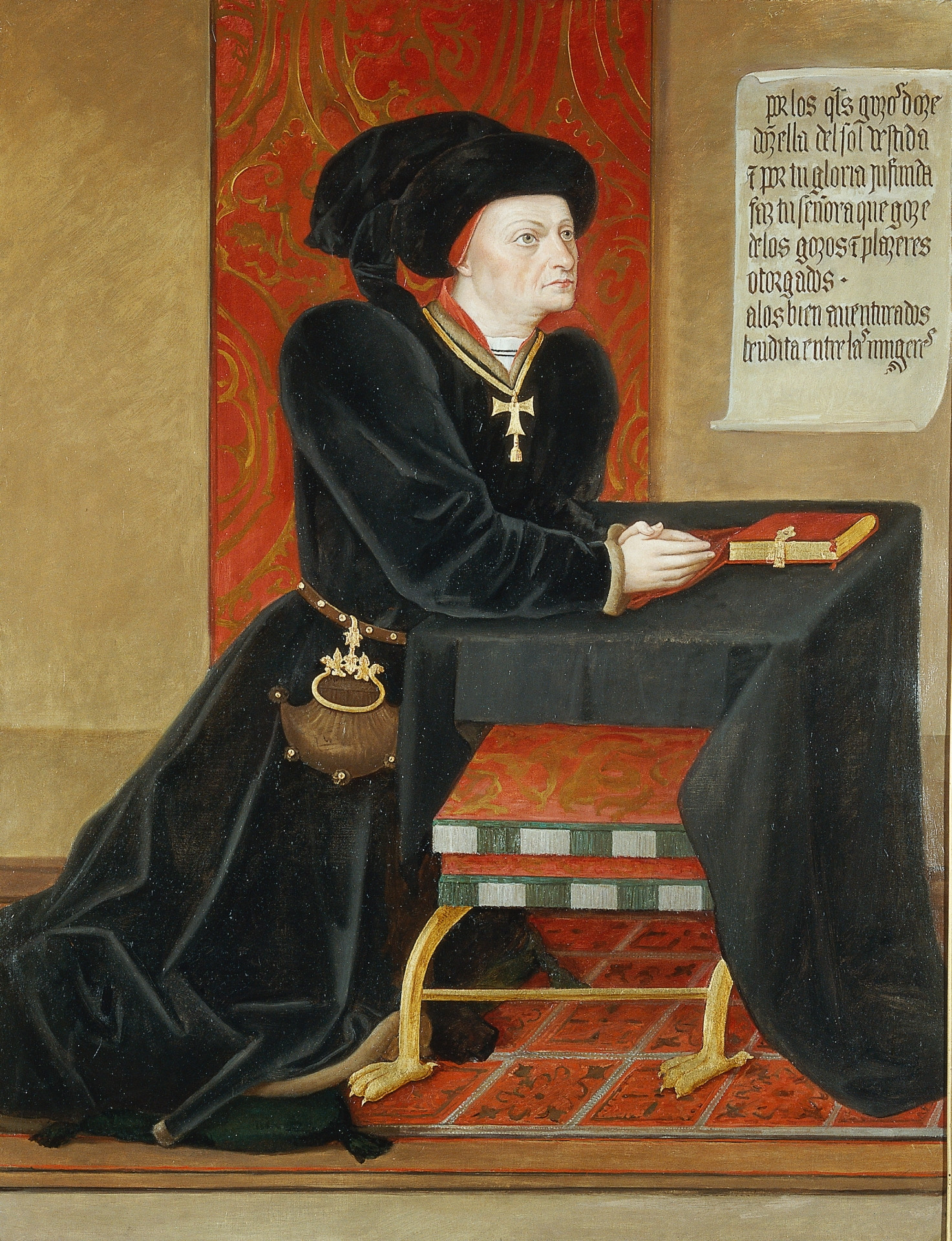
Íñigo López de Mendoza.

- 1558: Francisco I de Conti, noble francés (f. 1614).
- 1596: Isabel Estuardo, reina bohemia (f. 1662).
- 1646: John Flamsteed, astrónomo inglés (f. 1719).
- 1689: Samuel Richardson, escritor inglés (f. 1761).
- 1711: Edward Boscawen, almirante británico (f. 1761).

Madame du Barry.

- 1743: Madame du Barry, cortesana francesa (f. 1793).
- 1829: Edward Moran, pintor anglo-estadounidense (f. 1901).
- 1846: Luis Martín García, religioso español (f. 1906).
- 1848: Gustave Caillebotte, pintor francés (f. 1894).
- 1849: Joaquim Nabuco, escritor y político brasileño (f. 1910).
- 1853: Alexéi Alexéievich Brusílov, general ruso (f. 1926).
- 1855: Linda Malnati, sindicalista, sufragista y escritora italiana (f. 1921)
- 1869: Isidro Gomá, clérigo y escritor español (f. 1940).

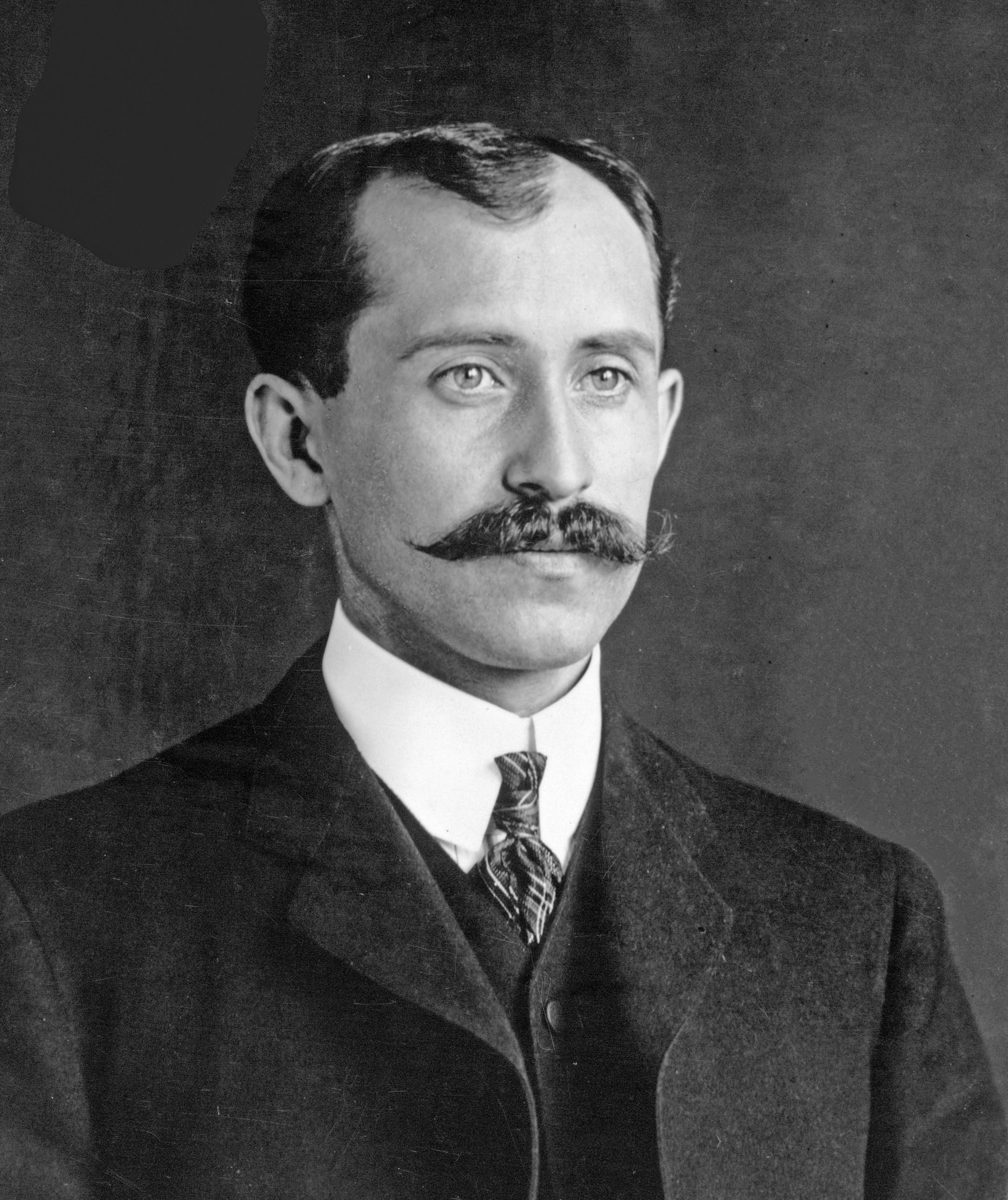
Orville Wright.

- 1871: Orville Wright, pionero de la aviación estadounidense (f. 1948).
- 1874: Arthur Henry Reginald Buller, micólogo y botánico anglo-canadiense (f. 1944).
- 1874: Luis Ambrosio Concha Rodríguez, político chileno (f. 1953).
- 1878: Manuel Luis Quezón, abogado, político y presidente filipino entre 1935 y 1944 (f. 1944).
- 1881: George Enescu, director de orquesta y compositor rumano (f. 1955).
- 1883: José Mendes Cabeçadas, político portugués, 9.º presidente de su país (f. 1965).
- 1883: Coco Chanel, diseñadora de modas francesa (f. 1971).
- 1883: Elsie Ferguson, actriz estadounidense (f. 1961).
- 1883: Axel Pehrsson-Bramstorp, primer ministro de Suecia (f. 1954).
- 1889: Arthur Waley, orientalista y sinólogo británico (f. 1966).
- 1896: Olga Baclanova, actriz rusa (f. 1974).
- 1897: Roman Vishniac, fotógrafo estadounidense de origen ruso (f. 1990).
- 1900: Colleen Moore, actriz estadounidense (f. 1988).
- 1900: Gilbert Ryle, filósofo británico (f. 1976).
- 1902: José Benedicto Luna Reyes, jurista filipino (f. 1994)
- 1906: Philo Farnsworth, inventor estadounidense (f. 1971).
- 1907: Archie League, controlador aéreo estadounidense (f. 1986).
- 1907: Hazari Prasad Dwivedi, novelista, historiador, ensayista y crítico indio (f. 1979)
- 1910: Alfonsa de la Inmaculada Concepción, santa católica (f. 1946).
- 1914: Fumio Hayasaka, compositor japonés (f. 1955)
- 1915: Ring Lardner Jr., periodista y guionista estadounidense (f. 2000).
- 1916: Mariano Aguilar, catedrático y político español (f. 1992).
- 1916: Dennis Poore, piloto de automovilismo británico (f. 1987).
- 1917: Eduardo Ferro, humorista gráfico argentino (f. 2011).
- 1918: Jimmy Rowles, pianista estadounidense (f. 1996).
- 1918: Shankar Dayal Sharma, presidente de la India entre 1992 y 1997 (f. 1999)
- 1918: Julijan Knežević, serbio archimandrita (f. 2001)
- 1919: Joaquín Soler Serrano, periodista y locutor español (f. 2010).
- 1920: Tito Gómez, actor argentino (f. 2000).
- 1921: Gene Roddenberry, director y productor estadounidense (f. 1991).
- 1924: Willard Boyle, físico canadiense, premio nobel de física en 2009 (f. 2011).
- 1927: L.Q. Jones, cineasta estadounidense (f. 2022).
- 1928: Gustavo Petriccioli, político y economista mexicano (f. 1998).

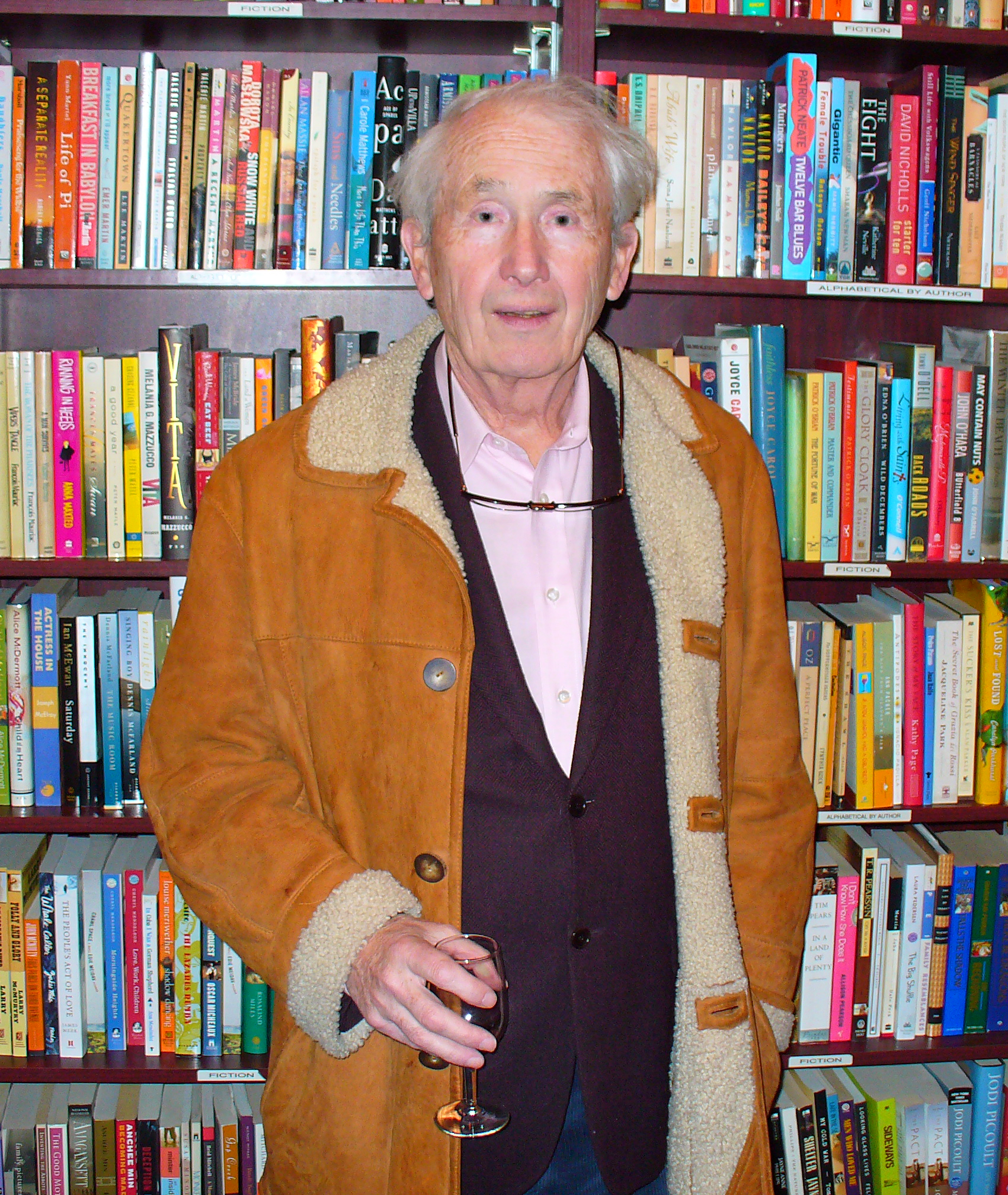
Frank McCourt.

- 1930: Frank McCourt, escritor irlandés-estadounidense (f. 2009).
- 1931: Roberto Ramírez Garza, actor mexicano (f. 2009).
- 1931: Bill Shoemaker, jinete estadounidense (f. 2003).
- 1934: Ernesto Schiefelbein, profesor y economista chileno.
- 1935: Sun Axelsson, escritora y periodista sueca (f. 2011).
- 1935: Zahir Raihan, escritor y cineasta bangladesí (f. 1972)
- 1938: Washington "Canario" Luna, cantante uruguayo (f. 2009).
- 1939: Ginger Baker, músico británico (f. 2019).
- 1940: José Luis Balbín, periodista español (f. 2022).
- 1940: Jill St. John, actriz estadounidense.
- 1941: Pedro Costa Musté, director de cine y televisión español (f. 2016).
- 1942: Jorgelina Aranda, actriz, modelo y vedette argentina (f. 2015).
- 1942: Fred Thompson, político y actor estadounidense. (f. 2015)
- 1944: Charles Wang, empresario chino-estadounidense.
- 1944: José Agustín, escritor mexicano (f. 2024).
- 1944: Hugo Orlando Gatti, futbolista argentino (f. 2025).
- 1945: Ian Gillan, cantante británico, de la banda Deep Purple.
- 1945: Alí Humar, actor y director colombiano de televisión (f. 2021).
- 1945: Sandro, cantante argentino (f. 2010).
- 1946: Charles Bolden, general y astronauta estadounidense.

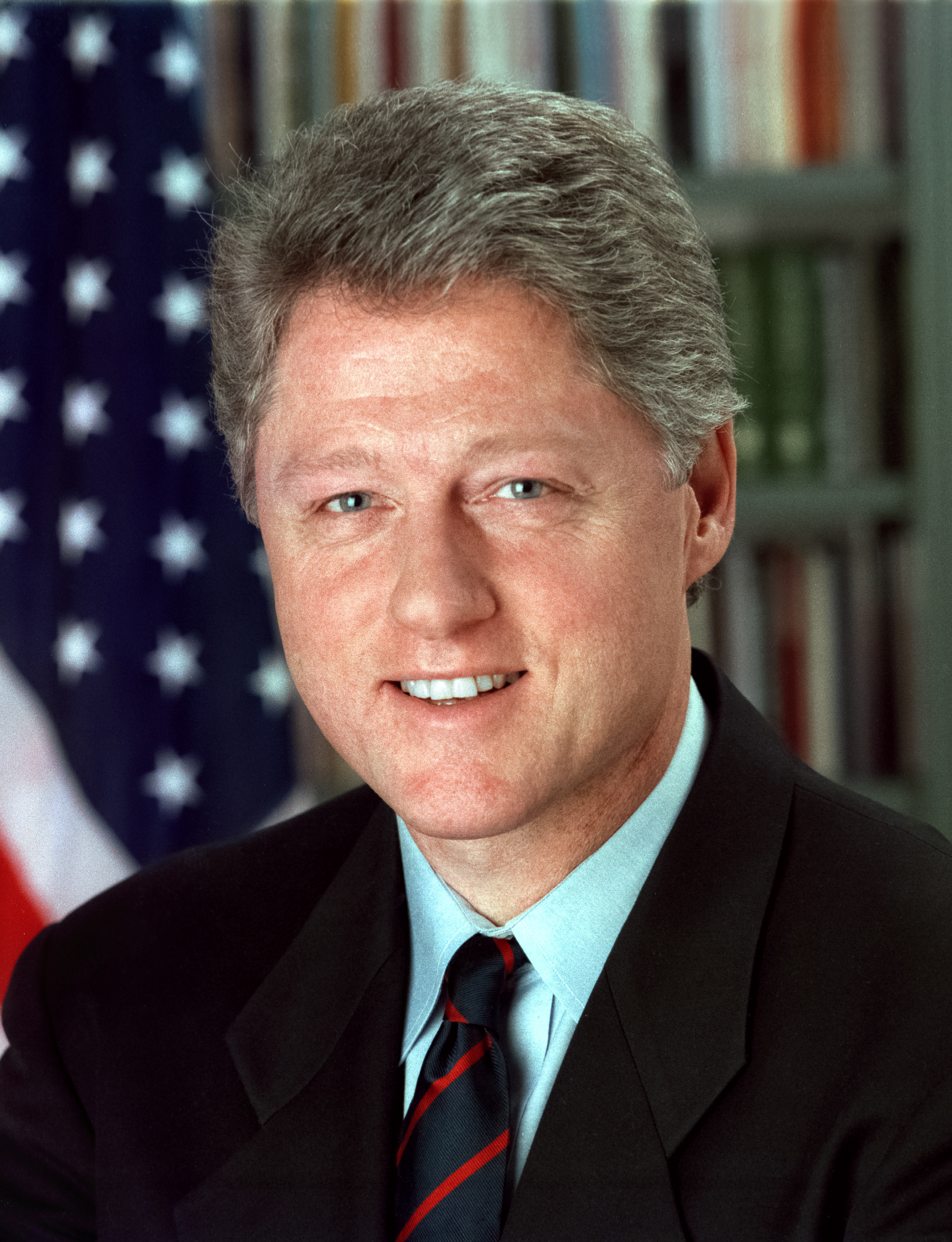
Bill Clinton.

- 1946: Bill Clinton, abogado, político y presidente estadounidense entre 1993 y 2001.
- 1947: Tony Williams, bajista británico, de la banda Jethro Tull.
- 1947: Gerard Schwarz,  trompetista y director de orquesta estadounidense.
- 1947: Gerald McRaney, actor estadounidense.
- 1948: Tipper Gore, activista estadounidense.
- 1948: Ian McElhinney, actor británico.
- 1948: Jim Carter, actor británico.
- 1951: John Deacon, bajista y músico británico.
- 1951: Ana Miranda, novelista, poetisa y exactriz brasileña.
- 1951: Gustavo Santaolalla, compositor y guitarrista argentino.
- 1951: Laura Bozzo, presentadora y abogada peruana.
- 1952: Jonathan Frakes, actor y cineasta estadounidense.
- 1953: Nanni Moretti, actor, guionista y cineasta italiano.
- 1954: Oscar Larrauri, piloto de carreras argentino.
- 1955: Peter Gallagher, actor estadounidense.
- 1955: Manolo García, cantautor español, de la banda El Último de la Fila.
- 1955: Yashar Aliyev, diplomático azerí.
- 1956: Adam Arkin, actor estadounidense.
- 1956: Sergio Brio, futbolista y entrenador italiano.
- 1957: Enrique Doger Guerrero, político mexicano.
- 1957: Martin Donovan, actor estadounidense.
- 1957: Cesare Prandelli, futbolista y entrenador italiano.
- 1957: Javier Lambán, político español (f. 2025).

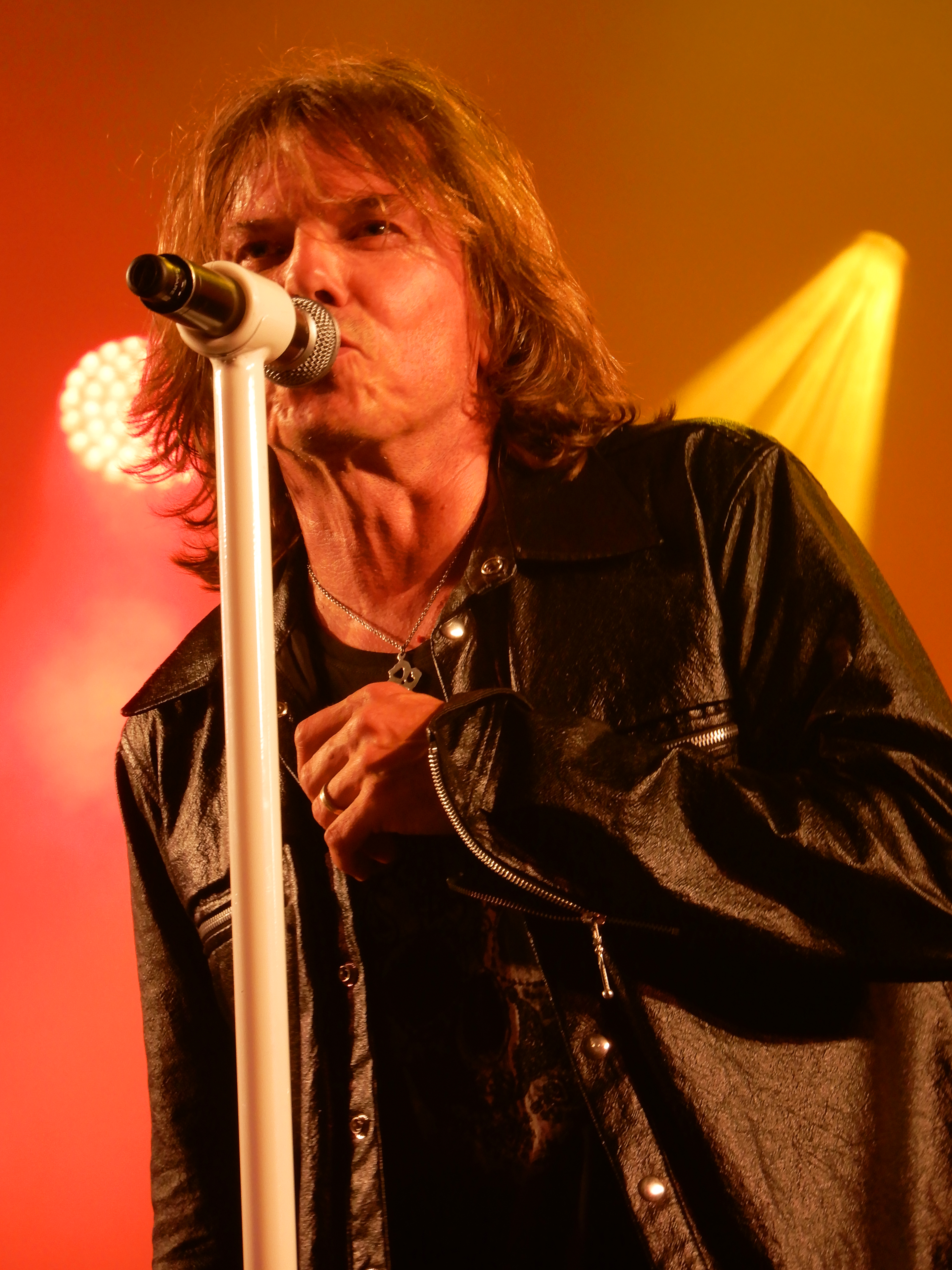
Joey Tempest

- 1959: Ricky Pierce, baloncestista estadounidense.
- 1963: Marcos Palmeira, actor brasileño.
- 1963: Hector Pieterson, estudiante sudafricano víctima del apartheid (f. 1976).
- 1963: John Stamos, actor estadounidense.
- 1963: Joey Tempest, cantante y compositor sueco, de la banda Europe.
- 1965: María de Medeiros, actriz y cineasta portuguesa.
- 1965: Kyra Sedgwick, actriz estadounidense.
- 1965: Diego Frenkel, músico de rock argentino, exlíder de la banda La Portuaria.
- 1966: Lilian García, cantante y modelo hispano-estadounidense.
- 1966: Heloísa Périssé, actriz brasileña.
- 1967: Saeed Al-Owairan, futbolista saudí.
- 1969: Nate Dogg, rapero estadounidense (f. 2011).

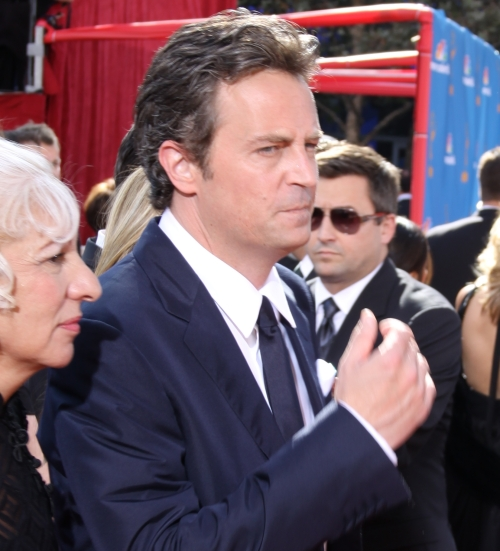
Matthew Perry.

- 1969: Catalina Guerra, actriz chilena.
- 1969: Matthew Perry, actor estadounidense (f. 2023).
- 1970: Fat Joe, rapero estadounidense.
- 1971: Mary Joe Fernández, tenista estadounidense.
- 1971: João Vieira Pinto, futbolista portugués.
- 1971: Jaime Ordóñez, actor español.
- 1972: Roberto Abbondanzieri, futbolista argentino.
- 1972: Sammi Cheng, actriz y cantante hongkonesa.
- 1973: Callum Blue, actor británico.

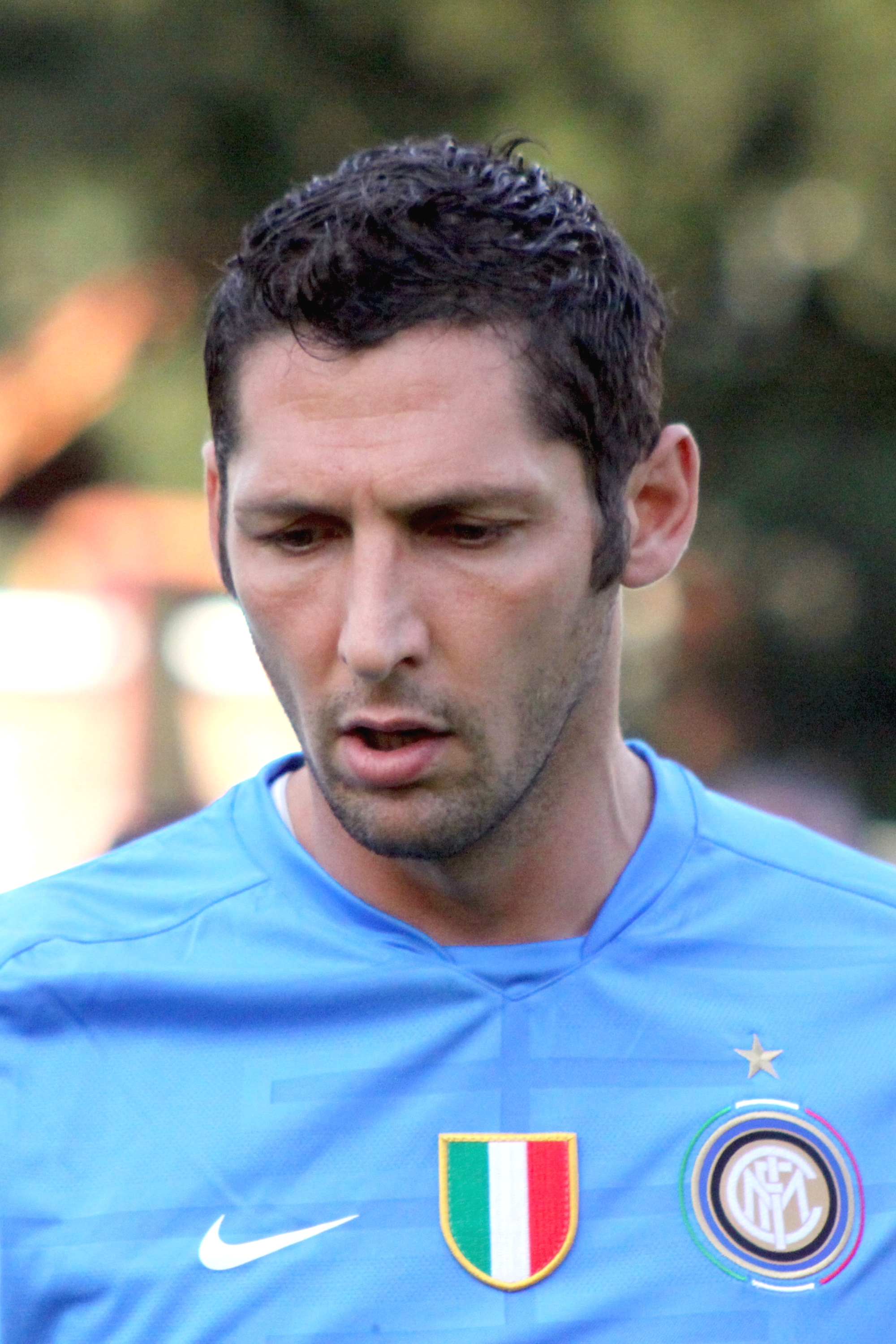
Marco Materazzi.

- 1973: Marco Materazzi, futbolista italiano.
- 1973: Mette-Marit de Noruega, noble noruega.
- 1973: Roy Rogers, baloncestista estadounidense.
- 1974: Fabiana García Lago, actriz argentina.
- 1974: Tim Kasher, cantautor estadounidense de las bandas Cursive, The Good Life, Slowdown Virginia y Commander Venus.
- 1974: Ana Plasencia, periodista alemana.
- 1975: Tracie Thoms, actriz estadounidense.
- 1975: Tarcísio de Freitas, militar e ingeniero brasileño, Gobernador de São Paulo desde 2023.
- 1975: Miguel Ángel Garzón, actor de doblaje español.
- 1976: Pablo Larraín, cineasta chileno.
- 1976: Régine Chassagne, músico canadiense, de la banda Arcade Fire.

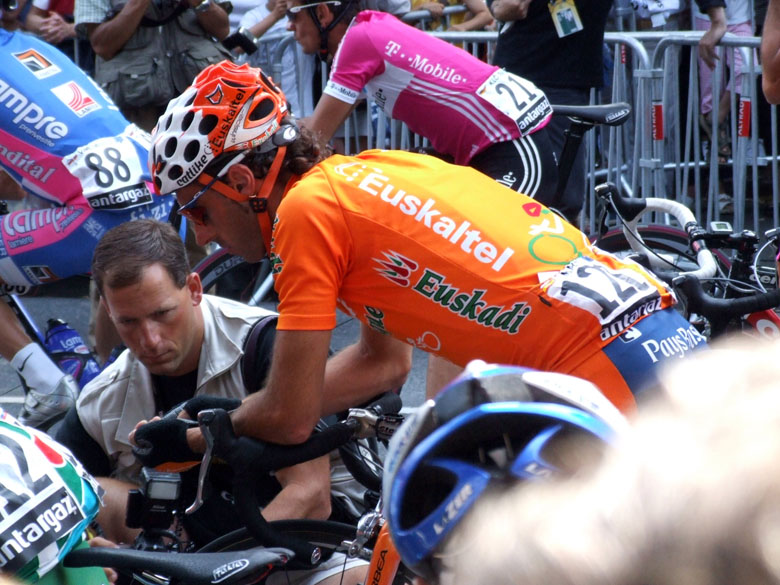
Iban Mayo.

- 1977: Iban Mayo, ciclista español.
- 1978: François Modesto, futbolista francés.
- 1978: Sergio Sestelo, futbolista español.
- 1980: Percy Watson, luchador estadounidense.
- 1980: Paola Lattus, actriz chilena.
- 1981: Belén Scalella, actriz y cantante argentina.
- 1982: Erika Christensen, actriz estadounidense.
- 1982: Melissa Fumero, actriz estadounidense.
- 1983: Mike Conway, piloto de automovilismo británico.
- 1983: Missy Higgins, cantautora australiana.
- 1983: Reeva Steenkamp, modelo sudafricana (f. 2013).

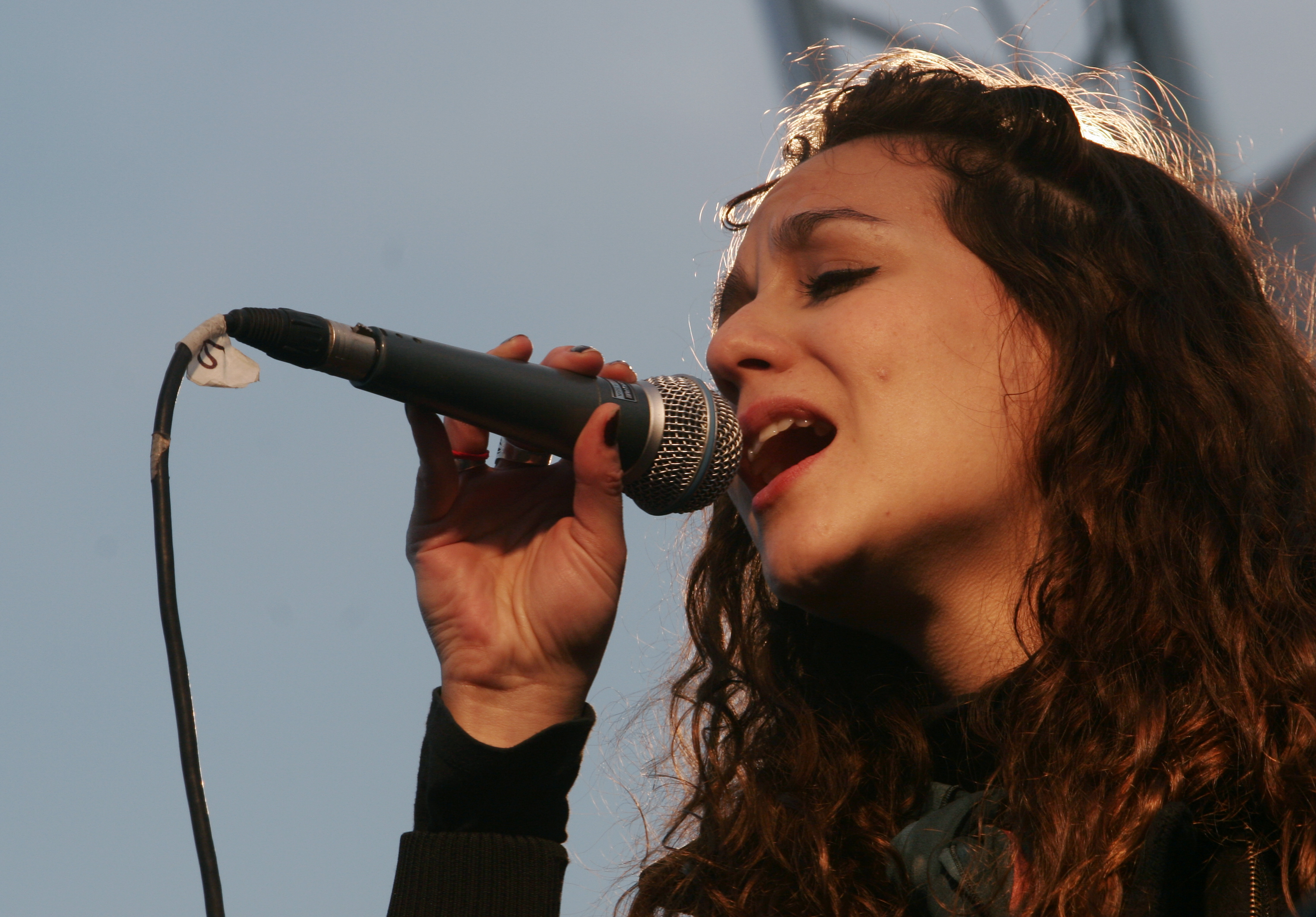
Daniela Herrero

- 1983: Tammin Sursok, actriz y cantante australiana.
- 1984: Kendo Kaponi, cantante y compositor puertorriqueño.
- 1984: Alessandro Matri, futbolista italiano.
- 1984: Miguel Flaño, futbolista español.
- 1984: Javier Flaño, futbolista español.
- 1985: Daniela Herrero, cantautora y actriz argentina.

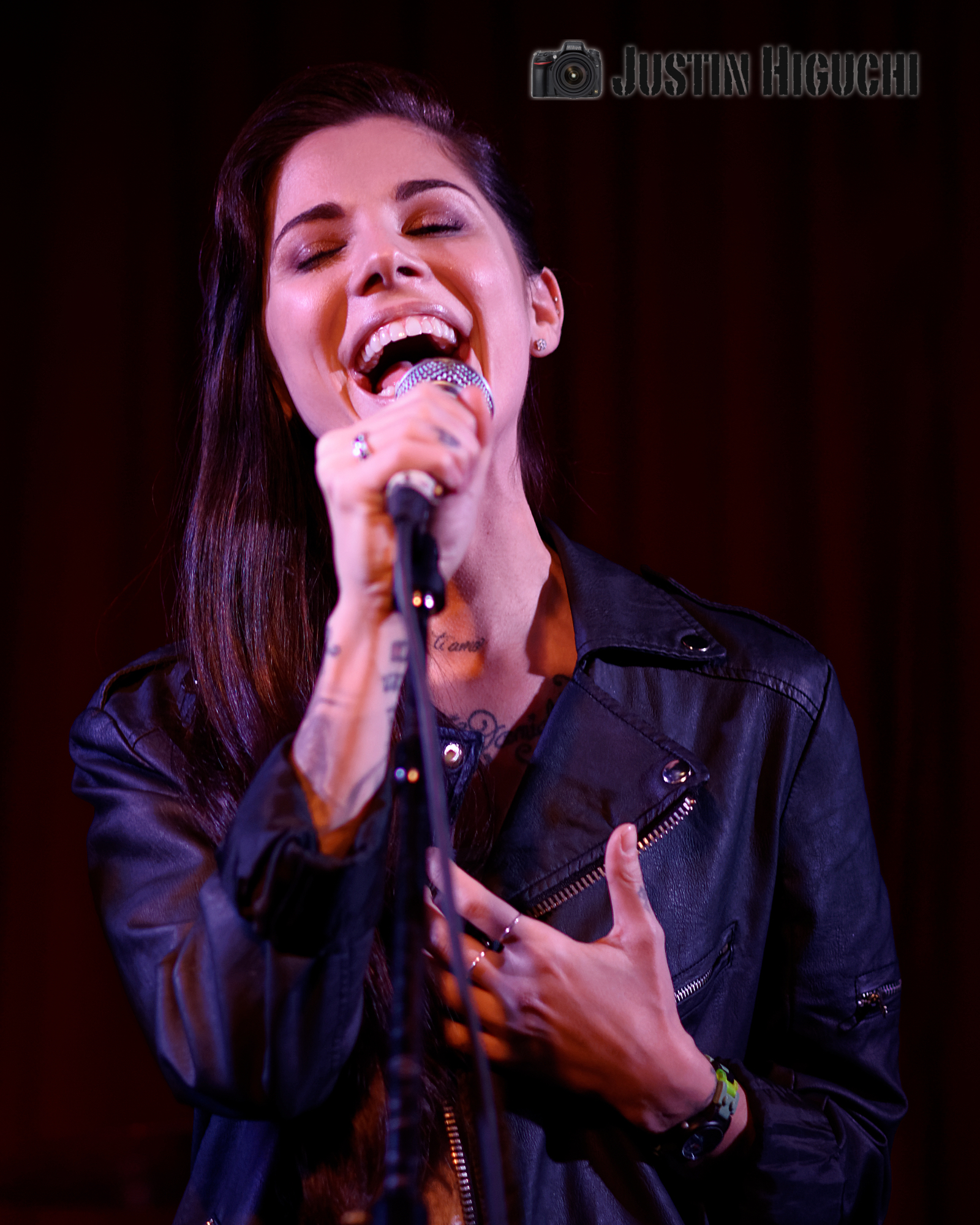
Christina Perri

- 1985: Leyti N'Diaye, futbolista senegalés.
- 1985: Miku, futbolista húngaro.
- 1986: Rúben Micael, futbolista portugués.
- 1986: Christina Perri, cantante de pop y pianista estadounidense.
- 1987: Nicolas Hülkenberg, piloto de automovilismo alemán.
- 1987: Richard Stearman, futbolista británico.
- 1987: Romero Frank, futbolista peruano.
- 1988: Kévin Monnet-Paquet, futbolista francés.
- 1989: Nicolas Luciano Luca, analista programador y futbolista amateur.
- 1989: Romeo Miller, rapero, actor y baloncestista estadounidense.
- 1989: Maciej Rybus, futbolista polaco.
- 1989: Alexandru Vagner, futbolista rumano (f. 2022).
- 1990: Florentin Pogba, futbolista guineano.
- 1990: Vincent Pajot, futbolista francés.
- 1991: Alberto Brignoli, futbolista italiano.
- 1991: Salem Al-Dawsari, futbolista saudí.
- 1992: Nikita Baranov, futbolista estonio.
- 1992: Feid, cantante colombiano.
- 1994: Fernando Gaviria, ciclista colombiano.

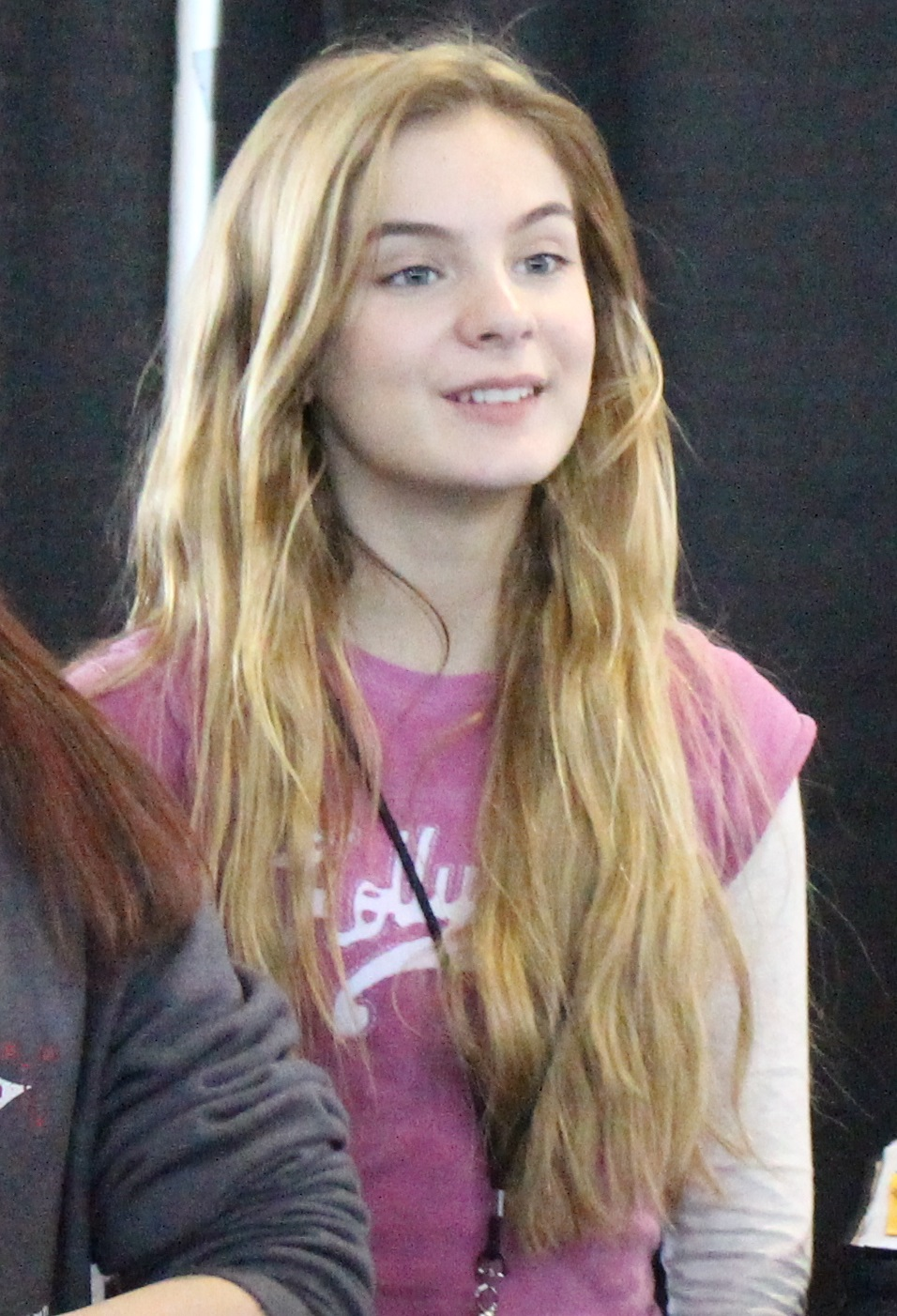
Brighton Sharbino

- 1994: Jean Kaltack, futbolista vanuatuense.
- 1995: Júnior Lacayo, futbolista hondureño.
- 1995: Cristiano Lombardi, futbolista italiano.
- 1996: Muteb Al-Mufarrij, futbolista saudí.
- 1996: Almoez Ali, futbolista catarí.
- 1996: Miloš Vulić, futbolista serbio.
- 1997: Bartłomiej Drągowski, futbolista polaco.
- 1997: Thibault Vlietinck, futbolista belga.
- 1997: David Ramos Guillén, futbolista español.
- 1997: Cleiton Schwengber, futbolista brasileño.
- 1997: Víctor Gálvez, futbolista chileno.
- 1997: Alan Medina Camacho, futbolista mexicano.
- 1998: Dulce y Agraz, cantautora chilena.
- 1998: Hunter Long, jugador de fútbol americano estadounidense.
- 1998: Pol Valera, balonmanista español.
- 1998: Eric Fagúndez, ciclista uruguayo.
- 1999: Florentino Luís, futbolista portugués.
- 1999: Ethan Cutkosky, actor estadounidense.
- 1999: Guela Zaalishvili, yudoca georgiano.
- 2000: Joel Jorquera Romero, futbolista español.
- 2001: Briggitte Bozzo, actriz y modelo venezolana.
- 2002: Brighton Sharbino, actriz estadounidense.
- 2002: Svenja Fölmli, futbolista suiza.
- 2002: Adrian Zeljković, futbolista esloveno.
- 2004: Nguyễn Đình Bắc, futbolista vietnamita.

## Fallecimientos

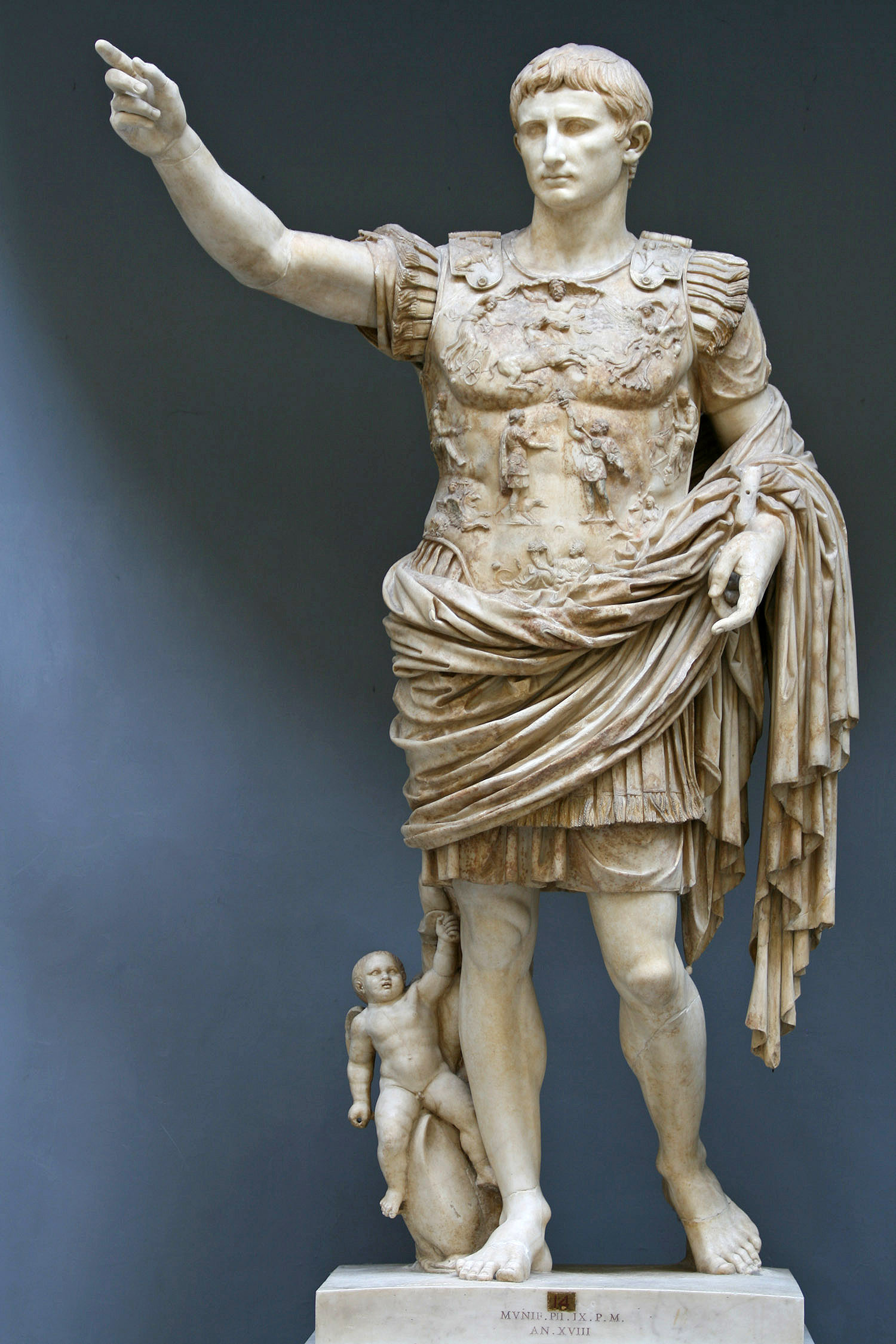
César Augusto.

- 14: Augusto, emperador de romano (n. 63 a. C.).
- 1186: Godofredo II, duque de Bretaña (n. 1158).
- 1245: Ramón Berenguer V, conde de Provenza (n. 1195).
- 1297: San Luis de Nápoles, religioso francés[3] (n. 1274).
- 1493: Federico III, rey de los romanos (n. 1415).
- 1580: Andrea Palladio, arquitecto italiano (n. 1508).
- 1654: Yom Tov Lippmann, rabí bohemio (n. 1579).

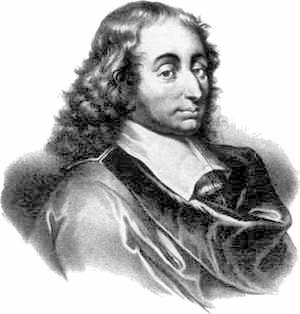
Blaise Pascal.

- 1662: Blaise Pascal, físico y matemático francés, inventor de la prensa hidráulica (n. 1623).
- 1680: Juan Eudes, sacerdote francés (n. 1601).
- 1753: Johann Balthasar Neumann, arquitecto alemán (n. 1687).
- 1765: Axel Fredrik Cronstedt, químico sueco (n. 1722).
- 1790: Ignaz Franz, teólogo alemán (n. 1719).
- 1808: Fredrik Henrik af Chapman, almirante y constructor sueco (n. 1721).
- 1822: Jean Baptiste Joseph Delambre, matemático y astrónomo francés (n. 1749).
- 1882: Juan Manuel de Manzanedo, comerciante y banquero español (n. 1803).
- 1883: Jeremiah S. Black, político y abogado estadounidense (n. 1810).
- 1889: Auguste Villiers de l'Isle-Adam, escritor francés (n. 1838).
- 1894: Louis-Léon Cugnot, escultor francés (n. 1835).
- 1895: John Wesley Hardin, forajido y pistolero estadounidense (n. 1853).
- 1900: Jean-Baptiste Accolay, compositor belga (n. 1833).

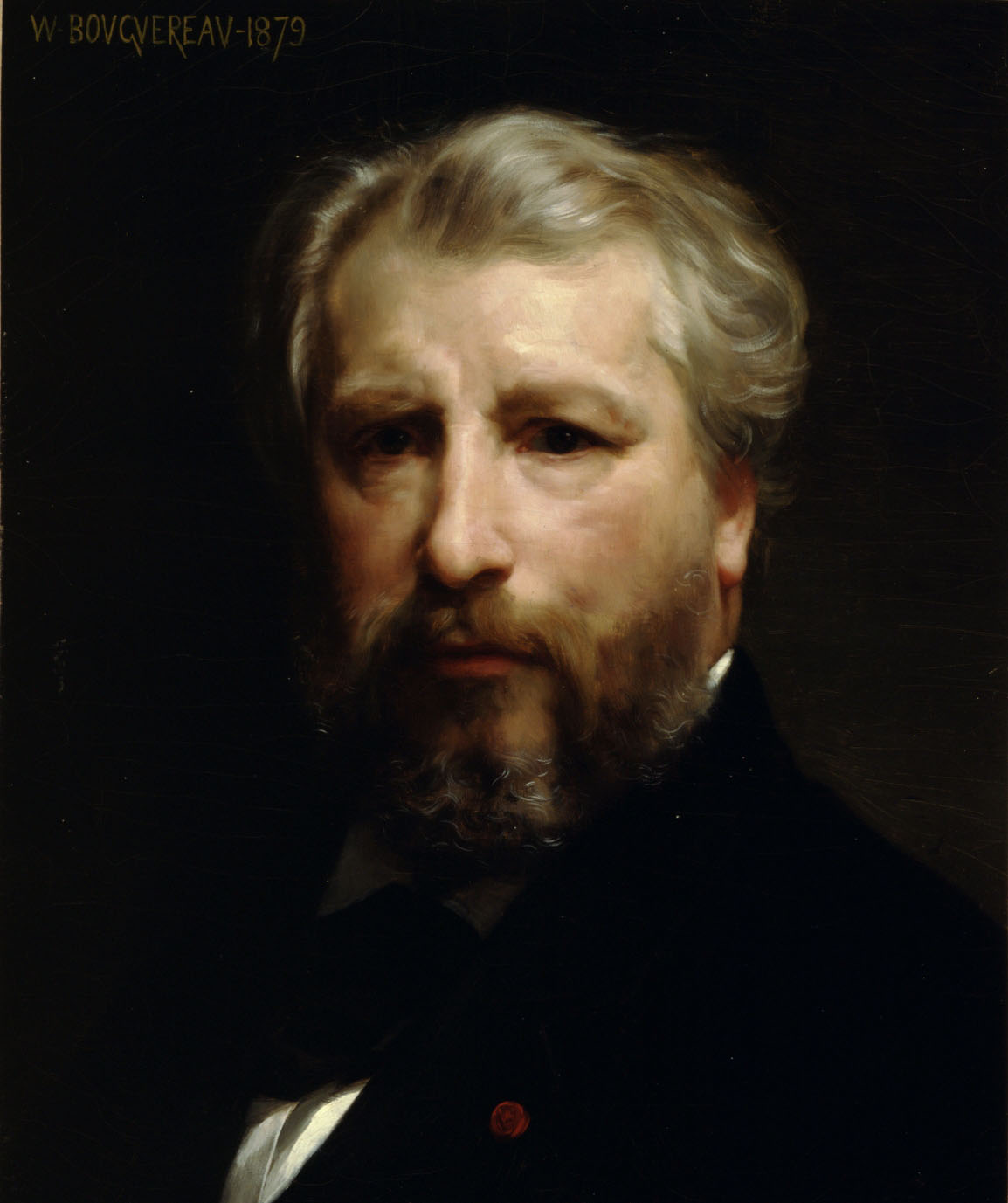
Adolphe-William Bouguereau.

- 1905: Adolphe-William Bouguereau, pintor francés (n. 1825).
- 1910: Gabriel Batllevell i Tort, maestro de obras español (n. 1825).
- 1912: Antonio Rodríguez Martínez (el Tío de la Tiza), músico y compositor español (n. 1861).
- 1918: Jaime Vera, político español (n. 1859).
- 1919: Friedrich Ludwig Christian Hanssen, filólogo y lingüista alemán (n. 1857).
- 1922: Felipe Pedrell, compositor y músico español (n. 1841).
- 1923: Vilfredo Pareto, economista y sociólogo italiano (n. 1845).
- 1928: Stephanos Skuludis, político y banquero griego (n. 1838).

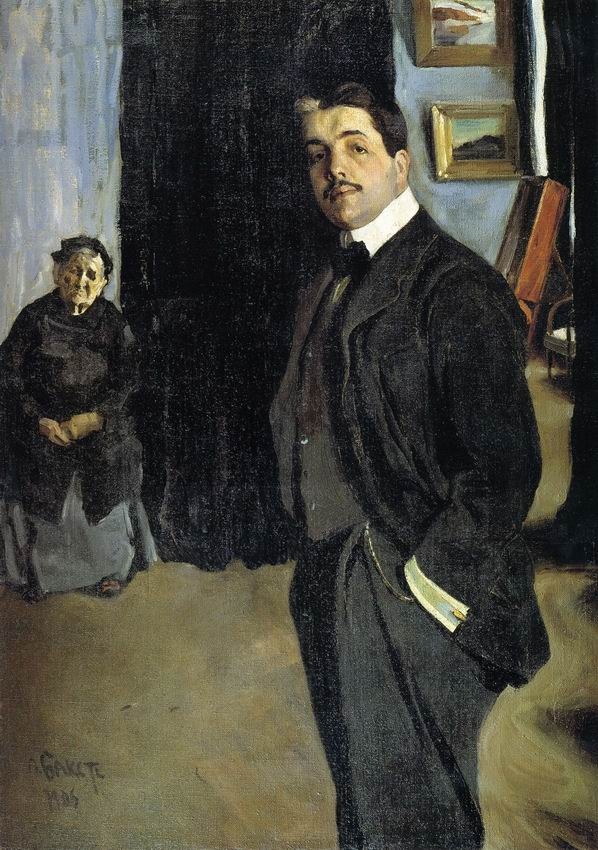
Serguéi Diághilev.

- 1929: Serguéi Diághilev, empresario ruso, fundador de los Ballets Rusos (n. 1872).
- 1937: Joe Lydon, boxeador estadounidense (n. 1878).
- 1938: Otto Nägeli, médico y botánico suizo (n. 1871).
- 1944: William K. Boone, filántropo estadounidense (n. 1875).
- 1944: Günther von Kluge, militar alemán (n. 1882).
- 1945: Tomás Burgos Sotomayor, emprendedor chileno (n. 1875).
- 1950: Giovanni Giorgi, ingeniero electricista italiano (n. 1871).
- 1954: Alcide De Gasperi, político italiano (n. 1881).
- 1957: Julián Alarcón, compositor y violinista paraguayo (n. 1888).
- 1957: Carl-Gustaf Rossby, meteorólogo estadounidense de origen sueco (n. 1898).
- 1959: Jacob Epstein, escultor estadounidense (n. 1880).
- 1959: Blind Willie McTell, cantautor y guitarrista estadounidense (n. 1901).
- 1965: Andreas Madsen, explorador y escritor dano-argentino (n. 1881).
- 1967: Hugo Gernsback, escritor estadounidense (n. 1884).
- 1967: José Pérez Jiménez, pintor español (n. 1887).
- 1968: George Gamow, físico y astrónomo ruso (n. 1904).
- 1969: Alejandro "Patón" Carrasquel, beisbolista venezolano (n. 1912).
- 1970: Pawel Jasienica, periodista, historiador y soldado polaco (n. 1909).
- 1973: Paul Aellen, botánico suizo (n. 1896).
- 1974: Wifredo Ricart, ingeniero español (n. 1897).
- 1975: Mark Donohue, piloto de automovilismo estadounidense (n. 1937).
- 1975: Argentino Larrabure, militar argentino secuestrado durante un año (n. 1932).
- 1976: Alastair Sim, actor británico (n. 1900).
- 1977: Groucho Marx, actor y humorista estadounidense (n. 1890).
- 1980: Otto Frank, judío alemán, padre de Anne Frank (n. 1889).
- 1981: Jessie Matthews, actriz británica (n. 1907).
- 1983: Ulyses Petit de Murat, poeta, dramaturgo y escritor argentino (n. 1907).
- 1986: Hermione Baddeley, actriz británica (n. 1906).
- 1987: Margot Moles Piña, deportista española especializada en atletismo, hockey, natación y esquí. (n.1910)
- 1992: Mario Pantaleo, sacerdote sanador y fundador de la Obra del Padre Mario (n. 1915).
- 1993: Utpal Dutt, actor, director, escritor y dramaturgo indio (n. 1929)
- 1994: Linus Pauling, científico estadounidense, premio Nobel de química en 1954 y de la paz en 1962 (n. 1901).
- 1995: Pierre Schaeffer, compositor francés (n. 1910).

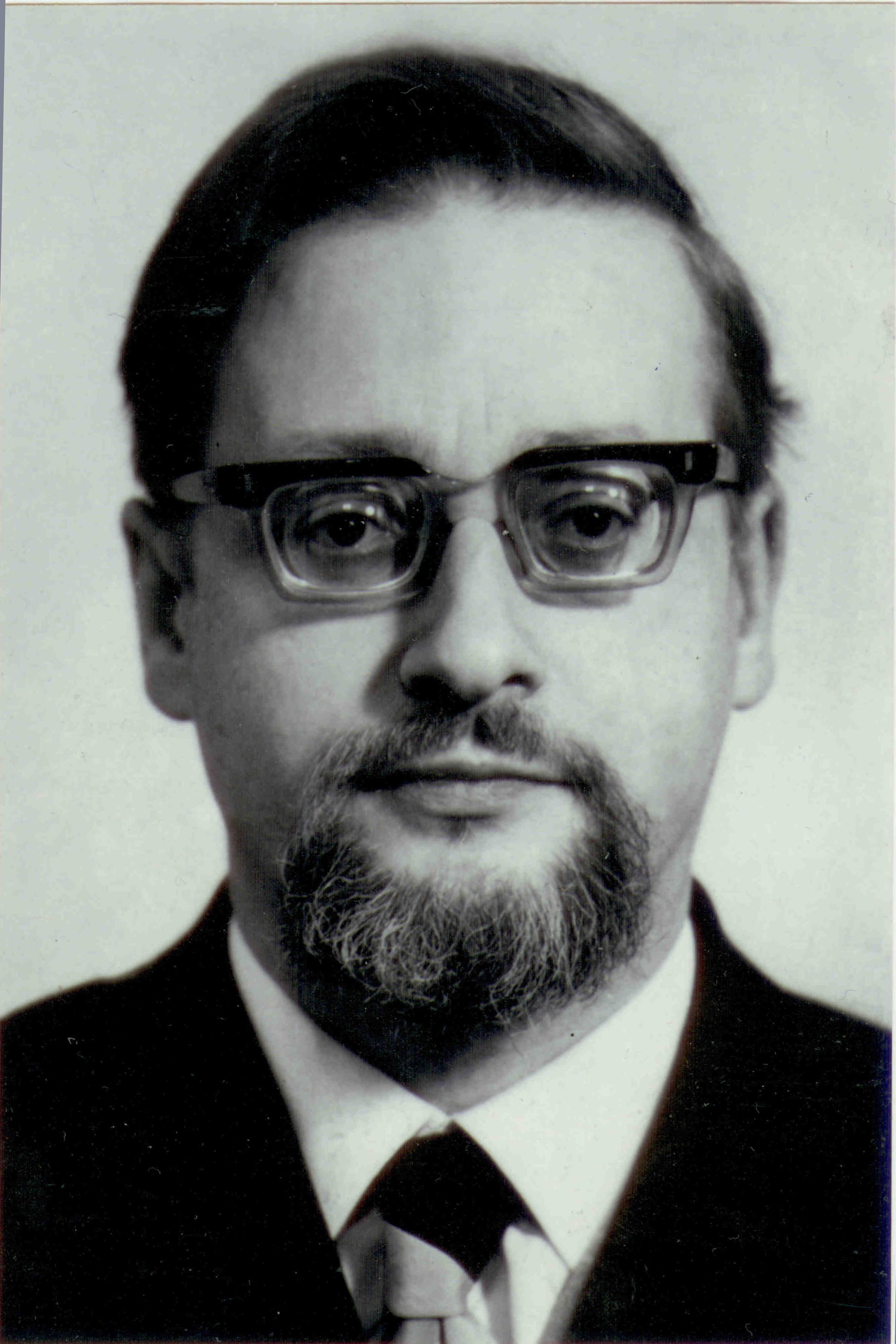
Yuri Yappa

- 1998: Yuri Yappa, físico teórico soviético (n. 1927)
- 1999: Rodrigo Riera, guitarrista y compositor venezolano (n. 1923).
- 2000: Luce Fabbri, anarquista italo-uruguaya (n. 1908).
- 2001: Betty Everett, cantante estadounidense (n. 1939).[4]

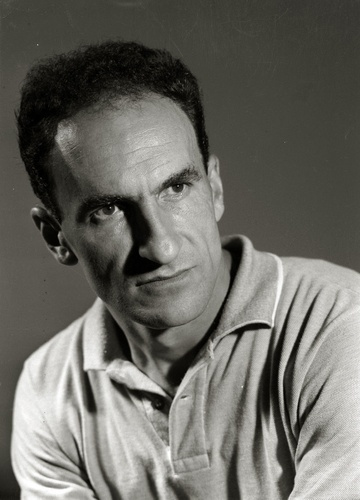
Eduardo Chillida.

- 2002: Eduardo Chillida, escultor español (n. 1924).
- 2002: Irving Copi, filósofo estadounidense (n. 1917).
- 2003: Carlos Roberto Reina, político hondureño (n. 1926).
- 2003: Sergio Vieira de Mello, diplomático brasileño (n. 1948).
- 2003: Aldo Zeoli, militar e ingeniero astronáutico argentino (n. 1916).
- 2005: Félix Latrónico, comerciante y representante de futbolistas argentino (n. 1912).
- 2006: Óscar Míguez, futbolista uruguayo (n. 1927).
- 2007: Carlos Trías Sagnier, ensayista y escritor español (n. 1946).
- 2008: Habib Miyan, supercentenario hindú (n. 1878).
- 2008: Levy Mwanawasa, político zambio, 3.º presidente de Zambia (n. 1948).
- 2009: Don Hewitt, productor de televisión estadounidense (n. 1922).
- 2010: Sergio Castillo Mandiola, escultor y académico chileno (n. 1925).[5]
- 2010: Blanca Curi, ilusionista y tarotista argentina (n. 1950).[6]
- 2011: Giff Roux, jugador de baloncesto estadounidense (n. 1923).
- 2011: Raúl Ruiz, cineasta chileno (n. 1941).
- 2012: Horacio Galloso, periodista argentino (n. 1933).
- 2012: Tony Scott, cineasta británico (n. 1944).
- 2015: Antonio Larreta, actor, crítico y escritor uruguayo (n. 1922).
- 2015: Lina Morgan, actriz española (n. 1936).
- 2018: Pedro Roncal, periodista español (n. 1962).[7]
- 2021: Sonny Chiba, actor japonés (n. 1939).
- 2022: Tekla Juniewicz, supercentenaria austrohúngara (n. 1906).
- 2023: Ron Cephas Jones, actor estadounidense (n. 1957).
- 2024: Maria Branyas Morera, supercentenaria hispanoestadounidense (n. 1907).
- 2025: Ernesto Barajas, cantante, compositor, y youtuber mexicano (n. 1986).

## Celebraciones
- Día Mundial de la Asistencia Humanitaria.[8]

- Día Mundial de la Fotografía.[9]

Ecología

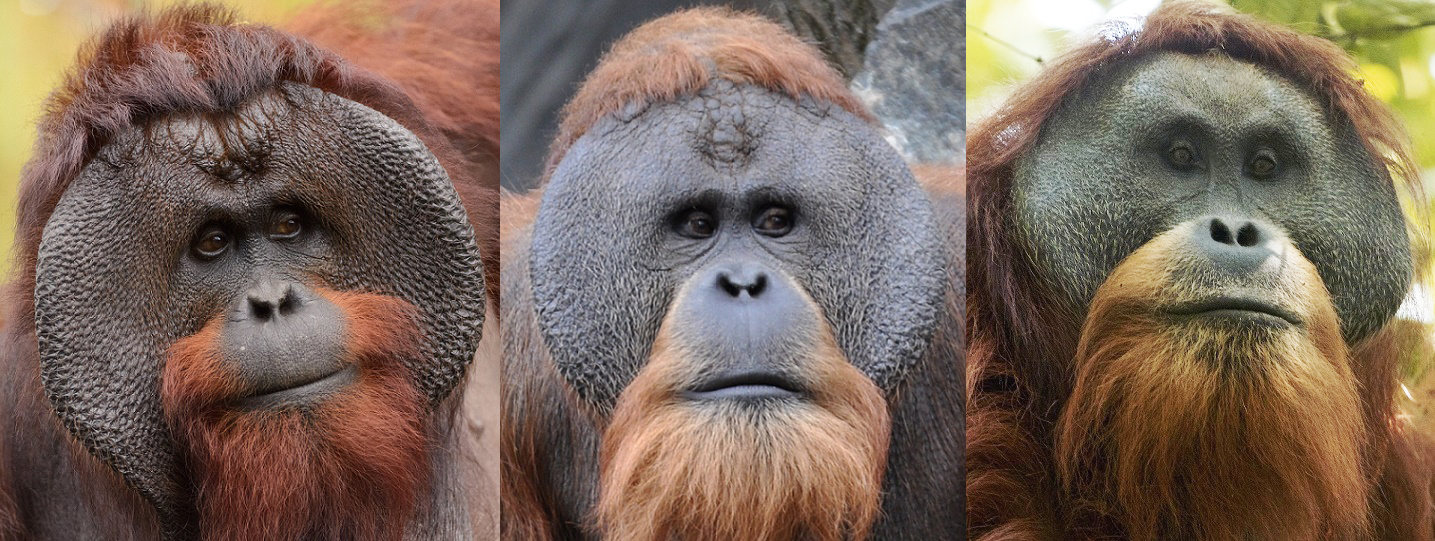
Día Mundial del Orangután.

- Día Mundial del Orangután.[10](imagen ilustrativa).

 Por países
(Por orden alfabético)
- Afganistán: 
  - Día de la Independencia.[11][12]

- Argentina: 
  - Día Nacional de la Lucha contra el Síndrome Urémico Hemolítico (SUH).[13]
  - Día del Cantor Cuyano.[14]
En conmemoración del natalicio del folclorista sanrafelino Mariano Ernesto Cacace (19 de agosto de 1945), reconocido como «Embajador de la Música de Cuyo a nivel nacional». Mariano Cacace falleció el 15 de noviembre de 2014.
  -  Misiones: 
    - Día de la Radio Misionera.[15]
En 2021, quedaba instituido por la Ley VI – Nº266 el Día de la Radio Misionera, que fue fijado el 19 de agosto como homenaje a Julio Teodoro Cormillot (abuelo del Dr. Alberto Cormillot), quien instaló la primera emisora en esta provincia.

- Brasil
  - Día del SBT.
El Sistema Brasileño de Televisión (SBT, en portugués: Sistema Brasileiro de Televisão) es una cadena de televisión brasileña fundada en 1981.

- España:
  - Feria de Málaga ó Feria de Agosto.
Es la celebración de la entrada de los Reyes Católicos a la ciudad el 19 de agosto de 1487. Comienza el segundo viernes de agosto, con el espectáculo de los fuegos artificiales.

- Irak: 
  - Aniversario de la tragedia de Bagdad.

### Santoral católico

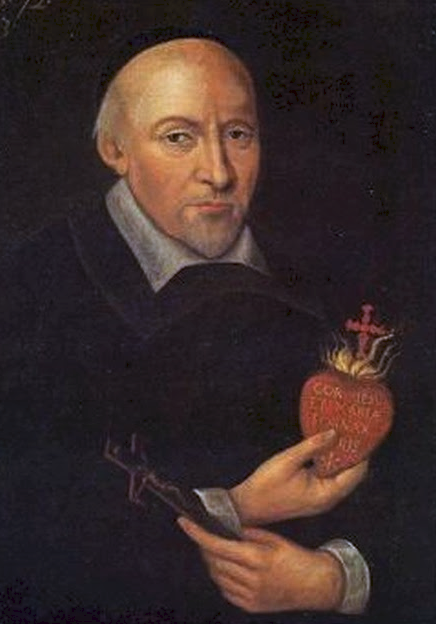
San Juan Eudes.

Celebración del día: San Juan Eudes.
- San Andrés de Cilicia y compañeros.[16]
- San Badulfo.
- San Bartolomé de Simero.[16]
- San Bertulfo.[16]
- San Calminio.[16]
- San Credan.
- San Donato de Sisteron.[16]
- San Elafio de Châlons.
- San Ezequiel Moreno Díaz.[16]
- San Flavio de Tolón.
- San Guenino.
- San Italo.
- San Julio de Roma.
- San Luis de Tolosa.[16]
- San Magín.[16]
- San Magno de Agnani.
- San Magno de Cuneo.
- San Magno de Aviñón.[16]
- San Mariano de Entreaigues.
- San Marino de Besalu.
- San Mochta.
- Santa Namadia de Marsat.
- San Rufino de Mantua.
- San Sebaldo.[16]
- San Sixto III.[16]
- Santa Tecla de Cesarea.
- San Timoteo de Gaza.[16]

Beatos
- Beato Ángel de Acquapagana.[16]
- Beata Elvira Torrentallé Paraire y compañeras.[16]
- Beato Francisco Ibáñez Ibáñez.[16]
- Beato Guerrico de Igny.[16]
- Beato Hugo Green.[16]
- Beato Jordán de Pisa.[16]
- Beato León II.[16]
- Beato Luis Flores y compañeros.[16]
- Beato Michele Soriano.
- Beato Tomás Sitjar Fortiá.[16]